# Ford Husky
Ford Husky – samochód dostawczo-osobowy klasy średniej produkowany pod amerykańską marką Ford w latach 1985 – 1991.

## Historia i opis modelu

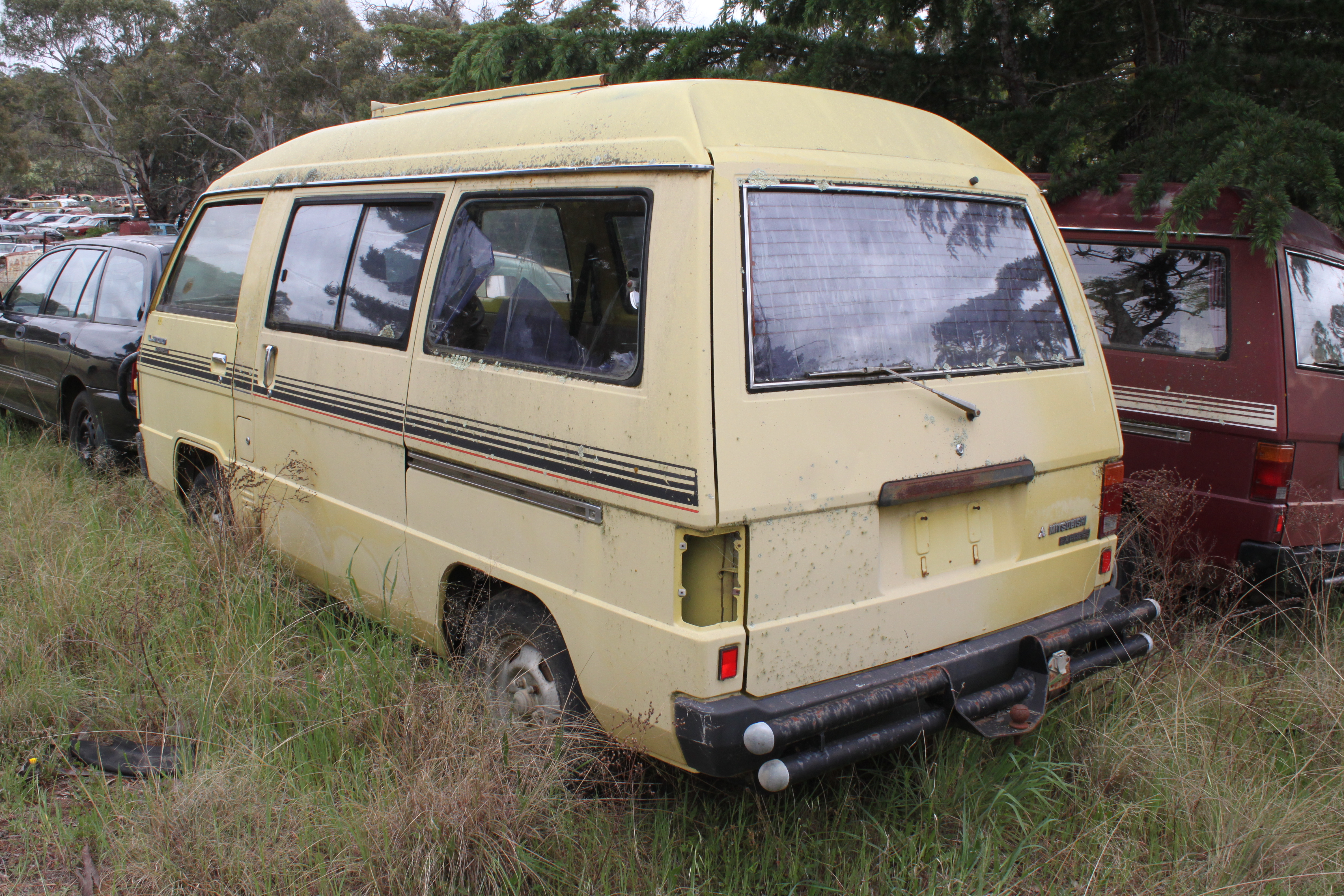
Ford Husky - tył

W 1985 roku południowoafrykańska spółka Samcor współtworzona przez lokalny oddział Forda i Mazdy nawiązała współpracę z Mitsubishi w celu uzupełnienia oferty o średniej wielkości samochód dostawczy Ford Husky. Pojazd był bliźniaczą wersję równolegle oferowanego w Południowej Afryce Mitsubishi L300, różniąc się od niego inną atrapą chłodnicy z przodu i przestylizowanymi lampami.

### Sprzedaż
Ford Husky był produkowany i sprzedawany z przeznaczeniem na wewnętrzny rynek południowoafrykański w zakładach Samcor w Pretorii przez 6 lat, do 1991 roku, kiedy to go zastąpił znany z innych rynków model Transit.

### Silnik
- L4 1.4l SOHC
- L4 1.6l SOHC
- L4 1.8l SOHC
- L4 2.0l SOHC